# Michael Petrus Arnoldus Meissen
Michael Petrus Arnoldus (Michel) Meissen (Westerblokker, 16 oktober 1906 – Den Haag, 17 maart 1986) was een Nederlands politicus van de KVP.
Hij werd geboren als zoon van een tuinbouwer en ging naar het klein seminarie Hageveld. In 1927 begon hij zijn ambtelijke loopbaan bij de gemeentesecretarie van Bovenkarspel, daarna was hij werkzaam bij de gemeente Naaldwijk voor hij in 1932 ging werken bij de gemeente Wateringen. Hij was daar commies-chef voor hij in mei 1936 W. van Elk opvolgde als gemeentesecretaris van Voorhout. In april 1946 keerde hij terug naar Wateringen als burgemeester van die gemeente. Daarnaast was hij vanaf 1950 lange tijd lid van de Provinciale Staten van Zuid-Holland. In 1954 promoveerde hij tot doctor in de rechtsgeleerdheid aan de Rijksuniversiteit Leiden op het proefschrift Vergelijking van Belgisch en Nederlands gemeenterecht. Meissen ging in november 1971 met pensioen en overleed in 1986 op 79-jarige leeftijd. Meissen hechtte veel waarde aan kunst en organiseerde ook na zijn pensioen tentoonstellingen in Wateringen.